# Dirinaria confluens
Dirinaria confluens är en lavart som först beskrevs av Elias Fries, och fick sitt nu gällande namn av D. D. Awasthi. Dirinaria confluens ingår i släktet Dirinaria och familjen Physciaceae.   Inga underarter finns listade i Catalogue of Life.